# Luciano Favero
Luciano Favero (Santa Maria di Sala, 11 ottobre 1957) è un ex calciatore italiano, di ruolo difensore.

## Carriera

### Giocatore
Nel corso della sua carriera ha giocato con Miranese, Messina, Salernitana, Siracusa, Rimini, Avellino, Verona e Juventus (che lo acquistò per sostituire Claudio Gentile). Nella Juventus ha giocato dal 1984 al 1989 vincendo uno scudetto, una Coppa dei Campioni, una Coppa Intercontinentale e una Supercoppa UEFA.

### Dopo il ritiro
Nel 2003 Favero cita in tribunale Stefano Tacconi, amico e compagno di squadra ai tempi dell'Avellino: l'accusa è di truffa e appropriazione indebita per compensi mai ricevuti in occasione di alcune gare evento organizzate dallo stesso Tacconi che verrà in seguito assolto. Attualmente lavora in un Golf Club vicino a casa.

## Palmarès

### Club

#### Competizioni nazionali
- Coppa Italia Semiprofessionisti: 1

Siracusa: 1978-1979
- Campionato italiano: 1

Juventus: 1985-1986

#### Competizioni internazionali
- Supercoppa UEFA: 1

Juventus: 1984
- Coppa dei Campioni: 1

Juventus: 1984-1985
- Coppa Intercontinentale: 1

Juventus: 1985